# Olimpia (hija de Herodes)
Olimpia (19 a. C. - ...) era la hija de Herodes el Grande y su esposa Maltace.

## Biografía
Olimpia nació aproximadamente en 19 a. C., hija de Herodes el Grande y su esposa Maltace, una samaritana. Sus hermanos fueron los soberanos Herodes Antipas y Herodes Arquelao. Se casó con su primo José (hijo de José, hermano de Herodes el Grande), con quien tuvo una hija en el año 1 a. C., llamada Mariamna.